# Rock and Roll Over
Rock and Roll Over és el cinquè àlbum d'estudi de la banda Kiss.

## Llista de cançons
1. I Want You – 03:02
2. Take Me – 02:53
3. Calling Dr. Love – 03:41
4. Ladies Room – 03:25
5. Baby Driver – 03:39
6. Love 'Em and Leave 'Em – 03:41
7. Mr. Speed – 03:19
8. See You in Your Dreams – 02:31
9. Hard Luck Woman – 03:32
10. Makin' Love – 03:12